# Tommy Reilly
Tommy Reilly, född 21 augusti, 1919, i Guelph, Ontario, död 25 september, 2000. Han var en munspelare inom klassisk musik. Han levde i norra London, England.